# Vermontville
Vermontville es una villa ubicada en el condado de Eaton en el estado estadounidense de Míchigan. En el Censo de 2010 tenía una población de 759 habitantes y una densidad poblacional de 229,66 personas por km².

## Geografía
Vermontville se encuentra ubicada en las coordenadas 42°37′36″N 85°1′39″O / 42.62667, -85.02750. Según la Oficina del Censo de los Estados Unidos, Vermontville tiene una superficie total de 3.3 km², de la cual 3.27 km² corresponden a tierra firme y (0.94%) 0.03 km² es agua.

## Demografía
Según el censo de 2010, había 759 personas residiendo en Vermontville. La densidad de población era de 229,66 hab./km². De los 759 habitantes, Vermontville estaba compuesto por el 97.1% blancos, el 0% eran afroamericanos, el 0.79% eran amerindios, el 0.26% eran asiáticos, el 0% eran isleños del Pacífico, el 0% eran de otras razas y el 1.84% pertenecían a dos o más razas. Del total de la población el 2.37% eran hispanos o latinos de cualquier raza.